# Ryan Porteous
Ryan Thomas Porteous (* 25. března 1999, Edinburgh) je skotský profesionální fotbalista, který hraje jako obránce za Preston North End, kde je na hostování z Watfordu, a národní tým Skotska. V minulosti hrál za Hibernian a strávil období na hostování v Edinburgh City FC, také reprezentoval Skotsko na úrovních do 19 let, do 20 let a do 21 let. Byl vybrán na EURO 2024, ale v úvodním zápasu s Německem dostal červenou kartu a byl suspendován na další zápas.